# ゲイジャパンニュース
ゲイジャパンニュースは、ゲイ・レズビアン・バイセクシュアル・トランスジェンダーなどのセクシュアル・マイノリティ関連のニュースをインターネットで配信する、かつて存在した日本のLGBT専門ニュースサイトである。

## 活動
2005年2月にインターネット上でLGBTに特化したニュース配信を開始。ボランティアを中心とする活動を続けており、2006年には、尾辻かな子前大阪府議会議員、東京プライド、札幌レインボーマーチと共同でAct Against Homophobia運動を主宰した。2006年12月には、「ゲイスキーウィークエンド」などのチャリティイベントを開催。2007年9月より、インターナショナル・レズビアン・アンド・ゲイ・アソシエーション（ILGA）加盟団体となった。動くゲイとレズビアンの会（アカー）、G-Front関西、北海道セクシュアルマイノリティ協会札幌ミーティングに次ぎ、日本からは4番目の参加団体として、ILGAに対し、日本のLGBTコミュニティの現状について定期報告等を行った。オーストラリアで毎年開催されるゲイプライドパレード「マルディ・グラ」のメディア・パートナーともなった。